# Auguste Buisseret
Auguste Dieudonné Eugène Buisseret (Beauraing, 16 augustus 1888 – Luik, 15 april 1965) was een liberaal politicus, die onder meer burgemeester en minister was.

## Levensloop
Na middelbare studies aan het atheneum van Dinant en kandidaturen aan de Facultés Notre-Dame-de-la-Paix in Namen, promoveerde Buisseret tot doctor in de rechten (Universiteit van Luik, 1913) en vestigde zich als advocaat in Luik.
Tijdens de Eerste Wereldoorlog verdedigde hij heel wat Belgische patriotten voor Duitse rechtbanken. Hij werd zelf driemaal gearresteerd en werd op 10 november 1918 ter dood veroordeeld. De wapenstilstand van de volgende dag redde zijn leven.
Hij werd politiek actief in Luik als liberaal gemeenteraadslid (vanaf 1930), schepen voor financies (1934-1937) en voor onderwijs (1937-1945), met onderbreking tijdens de oorlog. Voor de oorlog kocht hij ten behoeve van de kunstacademie werken aan die door nazi-Duitsland als Entartete Kunst in Luzern werden geveild en die nadien de collectie van de stedelijke musea verrijkten. Hieronder bevonden zich een Picasso, een Gauguin, een Ensor, een Chagall en een Oskar Kokoschka. Hij werd, na zijn militaire carrière, burgemeester (1959-1963) van Luik, een mandaat dat door ziekte vroegtijdig werd beëindigd.
Hij werd ook Belgisch senator: rechtstreeks verkozen (1939-1946), provinciaal senator (1946-1949) en opnieuw rechtstreeks verkozen (1949-1961). Hij was ondervoorzitter van de senaat (1947-1949).
Tijdens de Tweede Wereldoorlog werd hij ontheven van zijn schepenambt en werd door de Duitsers gearresteerd, wat hem niet belette opnieuw Belgen te verdedigen voor de uitzonderingsrechtbanken van de bezetter. In 1943 werd de bedreiging dat hij door collaboratiemilities zou vermoord worden te groot en hij vluchtte naar Londen, waar hij als juridisch raadgever optrad bij de regering-Pierlot. Terug in België in september 1944 nam hij onmiddellijk weer de ambten van schepen van Luik en van senator op.
Van 1945 tot 1958 was hij herhaaldelijk minister, soms kortstondig, gelet op de snel elkaar opvolgende regeringen in die tijd. Zo was hij:
- minister van openbaar onderwijs in de regeringen-Van Acker I en II (februari tot augustus 1945 en augustus 1945 tot februari 1946);
- minister van binnenlandse zaken in de regeringen-Van Acker III en -Huysmans (maart tot juni 1946 en augustus 1946 tot maart 1947);
- minister van openbare werken in de regering Gaston Eyskens I (augustus 1949 tot april 1950);
- minister van kolonies in de regering-Van Acker IV (april 1954 tot juni 1958).

De korte regeerperioden lieten hem niet toe een blijvende invloed uit te oefenen. Dit kon hij wel in zijn laatste functie, die hij gedurende een volle regeerperiode uitoefende en tijdens dewelke hij een aanzienlijke ontwikkeling van het officieel onderwijs in de kolonies realiseerde. Hierdoor werd hij een controversiële figuur, gezien hij dit onderwijs opstelde als een concurrent van het onderwijs dat tot dan exclusief verstrekt werd door de katholieke en protestantse missionarissen. De tegenstrijd kaderde ook in de hevige schoolstrijd die in die periode in België woedde.
Op 19 november 1953 stemde hij in de Senaat als enige liberaal voor de toepassing van het EVRM in Belgisch-Congo.
Buisseret was een militant Waal en francofiel, tevens uitgesproken anti-fascist. Hij was vrijmetselaar in Luik en bestuurder van de Centre Charles Magnette.

## Publicaties
- Paris ou Berlin. La Wallonie choisira Paris, in: L'Action Wallonne, 1936.
- Méfaits du fanatisme, in: Le Flambeau, 1950.
- Les trois grandes voies pârallèles d'une politique belge au Congo, in: Synthèses, 1956.
- L'évolution économique du Congo belge, in: Revue S.B.E.E., Luik, nr. 169, 1956.
- La politique de la Belgique dans ses territoires d'Outre-Mer, Brussel, 1957.
- Le problème énergétique des territoires d'outre-mer, in: Revue S.B.E.E., Luik, nr. 179, 1958.
- La politique sociale au Congo belge, in: Bulletin de l'Inst. Interafricain du Travail, Brazzaville, 1957.
- La jeunesse devant les perspectives africaines, Luik, Outre-Mer, 1955-1956.
- Quelques problèmes actuels d'Afrique centrale, in: Bulletin du Cercle congolais de l'U.L.B., Bruxelles, 1956.
- Inga, signe de confiance internationale in: Eurafrica, Brussel, 1957.
- L'avenir de la brousse congolaise, in: Revue S.B.E.E. Luik, nr. 174, 1957.
- Inga, cent cinquante milliards de confiance internationale , in: Africa, Milaan, 1958.
- La communauté belgo-congolaise, in: Nouvelle Revue Wallonne, 1958.
- Commémoration des évènements de 1830, toespraak gehouden op het bordes van het stadhuis op 27 september 1959.